# Assassinato de Natany Alves Sales
O assassinato de Natany Alves Sales, uma jovem de 20 anos de idade, ocorreu na comunidade de Quixeramobim, no Ceará, em fevereiro de 2025. Natany, estudante de Licenciatura em Química no Instituto Federal de Educação, Ciência e Tecnologia do Ceará (IFCE) em Quixadá, foi sequestrada e brutalmente assassinada após sair de um culto religioso.

## Sequestro e assassinato
No domingo, 16 de fevereiro de 2025, por volta das 13h30, Natany foi abordada por três homens enquanto entrava em seu veículo, um Renault Kwid branco, estacionado em frente à Pousada Libanesa, no centro de Quixeramobim. Imagens de câmeras de segurança registraram o momento em que os suspeitos se aproximaram e entraram no carro junto com a vítima. Após o sequestro, os criminosos conduziram Natany até a localidade de Laranjeiras, no município vizinho de Banabuiú, onde a assassinaram a pedradas. O corpo da jovem foi encontrado horas depois, apresentando marcas de violência.

## Investigação e prisões
As forças de segurança do Ceará, incluindo a Polícia Militar, a Polícia Civil e a Célula de Inteligência do Estado, iniciaram imediatamente as buscas pela jovem. O veículo de Natany foi localizado abandonado nas proximidades do Terminal Rodoviário de Quixadá. Os três suspeitos foram presos e confessaram o crime, alegando que o objetivo inicial era roubar o carro da vítima para vendê-lo.
Os presos pelo crime foram Francisco Márcio Freire, de 43 anos de idade, que já chegou a se apresentar como pastor, natural de Quixadá e possui antecedentes criminais por roubo; Francisco Teodósio Ramos, 43 anos, natural de Fortaleza e com antecedentes criminais por violência doméstica e Jardson do Nascimento Silva, 23 anos, natural de Russas e sem antecedentes criminais.

## Repercussão
O caso gerou grande comoção na região. O enterro de Natany, realizado em 17 de fevereiro de 2025, reuniu centenas de pessoas, incluindo familiares, amigos e moradores de Quixeramobim, que prestaram suas últimas homenagens à jovem.
Exames preliminares indicaram que Natany não sofreu abuso sexual antes de ser assassinada. As investigações continuam em andamento para esclarecer todos os detalhes e motivações do crime, enquanto a comunidade local permanece abalada com a tragédia.